# Erick Rivera
Erick Leonel Rivera Marín (30 ottobre 1973) è un ex cestista portoricano.

## Carriera
Con Porto Rico ha disputato i Campionati americani del 1997.